# Rachicephala
Rachicephala is een geslacht van kevers uit de familie bladkevers (Chrysomelidae).
De wetenschappelijke naam van het geslacht werd in 1966 gepubliceerd door Blake.

## Soorten
- Rachicephala vittatipennis (Jacoby, 1887)